# Бамберг
Бамберг је град у немачкој савезној држави Баварска, у области Горња Франконија. У Бамбергу се налази универзитет, седиште бискупије и локалне управе. Град је центар региона у коме живи око 200.000 становника.
Стари центар града је најстарије неизмењено градско језгро у Немачкој, и од 1993. је под међународном заштитом УНЕСКО-а.

## Историја
У време германских миграција, после пропасти Римског царства, регију Бамберга су насељавали Словени. Први пут град се помиње 902.
Краљ Хенрик II, прогласио је свој породични посед Бамберг за седиште бискупије 1007. године. Нова катедрала је освештана 1012. а 1017. основана је бенедиктинска опатија за школовање свештенства. Хенрик II и његова жена Кунигунда су сахрањени у овој катедрали у Бамбергу.
Од средине 13. века, бискупи Бамберга су уједно били кнежеви Светог римског царства, владали су градом и градили монументалне грађевине. Територија на којој су владали бискупи знатно се смањила у доба Реформације. Црквени процеси против вештица у 17. веку су однели на стотине жртава. Ови прогони су достигли врхунац у периоду 1626—1631. Универзитет у Бамбергу је основан 1647. као Academia Bambergensis.
Бамберг је изгубио независност 1802. и наредне године постао део Баварске.
Након Првог светског рата, први републикански устав Баварске је изгласан у Бамбергу.
Године 1973. Бамберг је обележио 1000 година од оснивања.

## Знаменитости
Бамберг, који је такође називан „Франачки Рим“ распростире се на седам брежуљака у долини реке Регниц. Заводљивим кућицама на речним бреговима некада насељеним рибарима говорило се да је то „Мала Венеција“ (Kleine Venedig). У његовом историјском језгру (Bürgerstadt) су густо саграђене зграде и град је проткан криволинијским улицама. Бамберг има и светски раритет у виду готске зграде скупштине, која стоји по средини моста на реци. Скупштинска зграда је била у првој половини 18. века преградњом изведена у барокном стилу.
Доминанта бискупског градског дела (Bischofsstadt) је Бамбершка катедрала која је саграђена у романичко-готичком стилу (ту је трећи објекат из 1211–1237. јер су претходна два изгорела у пожару), са четири витке куле и ентеријером са прекрасном готском декорацијом. У светској размери је позната скулптура из прва половине 13. века тзв. „Бамбершки јахач“, која представља непознатог мушкарца, идеал средњовековног витеза за кога се суди да би могао бити угарски краљ Стефан I Мађарски. Ентеријер је вредан запажања јер има два хора са олтарима.
На тргу испред катедрале насупрот старом кнежевом двору (Alte Hofhaltung) из 16. века дао је кнез- бискуп Лотар Франц фон Шенборн на прелому 17. и 18. века саградити велелепну Нову резиденцију (Neue Residentz). У репрезентативним деловима Нове резиденције данас има своје седиште бамбершка секција државне галерије, и тако се посетиоци овде могу дивити делима старих мајстора и дворским салама украшеним прекрасним штукатурама. У подножју зграде налази се парк Rosengarten- башта ружа.
Године 1647. у Бамбергу је основана академија, која је 1803. године затворена и затим поново обновљена. Данас је то „Ото-Фридрихов универзитет у Бамбергу“.

## Географски и демографски подаци
Општина се налази на надморској висини од 245—386 метара. Површина општине износи 54,6 km². У самом мјесту је, према процјени из 2010. године, живјело 69.989 становника. Просјечна густина становништва износи 1.281 становника/км².

### Клима
- Средња температура у јануару: -1,2 °C
- Средња температура у јулу: +18,2 °C
- Средња годишња температура: +8,5 °C
- Максимална икад забележена температура: +36,5 °C
- Минимална икад забележена температура: -27,5 °C

## Међународна сарадња
| Мјесто                | Држава               | Врста сарадње | Од    |
| --------------------- | -------------------- | ------------- | ----- |
| Филах                 | Аустрија             | партнерство   | 1973. |
| Нагаока               | Јапан                | пријатељство  | 1995. |
| Кирхдорф ан дер Кремс | Аустрија             | контакт       | 2000. |
| Тревизо               | Италија              | контакт       | 2000. |
| Фелдкирхен            | Аустрија             | партнерство   | 1993. |
| Монтелабате           | Италија              | контакт       | 2000. |
| Малборгето-Валбруна   | Италија              | контакт       | 2000. |
| Острогон              | Мађарска             | партнерство   | 1992. |
| Бедфорд               | Уједињено Краљевство | партнерство   | 1977. |
| Родез                 | Француска            | партнерство   | 1970. |
| Опава                 | Чешка                | контакт       | 2000. |
| Праг                  | Чешка                | партнерство   | 1992. |
| Волфсберг             | Аустрија             | контакт       | 2000. |
| Извор                 |                      |               |       |

## Галерија
- Улаз у Стари град
- Стара градска већница
- Зелена пијаца
- Панорама „Мале Венеције“